# Markleysburg
Markleysburg est un borough situé au sud-est du comté de Fayette, en Pennsylvanie, aux États-Unis,. En 2010, il comptait une population de 284 habitants.  Il est incorporé le 11 septembre 1893.

## Démographie
Lors du recensement de 2010, le borough comptait une population de 284 habitants. Elle est estimée, en 2019, à 294 habitants.

### Source de la traduction
- (en) Cet article est partiellement ou en totalité issu de l’article de Wikipédia en anglais intitulé « Markleysburg, Pennsylvania » (voir la liste des auteurs).